# Картерон, Патрис
Патрис Картерон (фр. Patrice Carteron; род. 30 июля 1970, Сен-Бриё) — французский футболист, защитник, и футбольный тренер. В настоящее время главный тренер иранского клуба «Сепахан».

## Игровая карьера
Картерон играл на позиции защитника, был универсалом, способным играть на обоих флангах обороны, иногда действовал и в центре. Его первым клубом был «Бриошин» из его родного города Сен-Бриё, в котором он провёл десять лет, из них два сезона играл на любительском уровне в четвёртом и третьем дивизионах чемпионата Франции. В 1992 году Картерона приглашали в «Ренн», но тогда переход сорвался. Игрок перешёл в «Лаваль», где стал основным игроком, и два сезона выступал за клуб в Лиге 2.
В 1994 году Картерон наконец заключил контракт «Ренном», в то время являвшимся крепкой командой Лиги 1 и боровшимся за право участвовать в еврокубках. На три сезона он стал основным левым защитником команды, провёл за неё больше сотни матчей. В 1997 году Картерон перешёл в «Олимпик Лион», в его составе в первом сезоне выиграл Кубок Интертото, принимал участие в трёх розыгрышах Кубка УЕФА. Проведя в «Лионе» три года, Патрис покинул клуб как раз перед тем, как тот стал доминирующей силой во французском футболе.
В 2000 году Картерон перешёл в скромный «Сент-Этьен». В первый же год он вылетел с командой из Лиги 1. Весной 2001 года Патрис выступал в английской Премьер-лиге за «Сандерленд», который арендовал его на концовку сезона 2000/01. За эти три месяца Картерон сыграл восемь матчей и отличился забитым голом в дерби с «Ньюкаслом». После возвращения в «Сент-Этьен» он три года играл за клуб в Лиге 2. В сезоне 2003/04 его клуб выиграл Лигу 2 и вернулся в элиту французского футбола, где Картерон отыграл ещё год, уже редко проходя в основной состав. В 2005—2007 годах он проводил последние годы своей игровой карьеры в «Канне», который выступал в третьем дивизионе.

## Тренерская карьера
Сразу после завершения игровой карьеры Картерон получил в «Канне» должность скаута и советника президента клуба. В марте 2007 года он сменил уволенного за слабые результаты Стефана Пая на должности главного тренера первой команды. В сезоне 2007/08 Картерон вывел «Канн» на 4-е место в третьем дивизионе, что стало существенным прогрессом, поскольку годом ранее клуб был только 14-м.
В июне 2009 года Картерона пригласили в «Дижон», в то время игравший в Лиге 2. На второй год работы ему удалось вывести клуб в Лигу 1. Однако в сезоне 2011/12 «Дижону» не удалось закрепиться в элитном дивизионе, клуб закончил сезон на предпоследнем месте и вернулся в Лигу 2. В мая 2012 года, после окончания сезона, Картерон был уволен в должности главного тренера «Дижона».
В июле 2012 года Картерона пригласила Малийская федерация футбола на должность главного тренера национальной сборной. Контракт с французским тренером был заключён на два года. В первых матчах под руководством Картерона сборная Мали разгромила команду Ботсваны в матчах отборочного турнира на Кубок африканских наций 2013 года. В финальной стадии турнира сборная с трудом вышла из группы, сумела обыграть в 1/4 финала ЮАР, но уступила в полуфинале будущим победителям, Нигерии. В матче за третье место малийцы обыграли Гану. В мае 2013 года Картерон досрочно покинул сборную Мали, чтобы возглавить клуб «ТП Мазембе» из ДР Конго, с которым заключил контракт на два года. Малийская федерация футбола обратилась с жалобой в ФИФА в связи с самовольным расторжением тренером действующего контракта.
Возглавив в мае 2013 года «ТП Мазембе», Картерон в первом же сезоне выиграл с клубом чемпионат ДР Конго. На следующий сезон он вновь взял с командой национальный титул. В 2015 года французский тренер привёл «ТП Мазембе» к победе в Лиге чемпионов КАФ. В том же году конголезская команда приняла участие в Клубном чемпионате мира, где выступила неудачно, проиграв оба своих матча. В декабре 2015 года Картерон покинул клуб, поскольку его контракт закончился.
В январе 2016 года Картерон возглавил египетский клуб «Вади Дегла», который он сумел поднять с 14-го до 5-го места в Премьер-лиге. Летом 2016 года клуб потратил существенные средства на усиления состава, но начал сезон 2016/17 очень слабо, набрав лишь пять очков в пяти матчах. В ноябре Картерон был уволен с должности главного тренера.
В декабре 2019 года Картерон был назначен на должность главного тренера египетского клуба «Замалек». В феврале 2020 года он выиграл с клубом Суперкубок Египта и Суперкубок КАФ. Под его руководством клуб одержал 19 побед в 31 матче, дошёл по полуфинала Лиги чемпионов КАФ, занимал второе место в национальном чемпионате. В июне 2020 года Картерон заключил с «Замалеком» новый контракт на более выгодных для себя условиях, но уже 15 сентября подал в отставку, выплатив неустойку за досрочное расторжение контракта.
16 сентября 2020 года, на следующий день после расторжения контракта с «Замалеком», Картерон возглавил саудовский клуб «Аль-Таавун» из Бурайды.
12 марта 2021 года Картерон вернулся на должность главного тренера «Замалека».
4 марта 2022 года саудовский клуб «Аль-Иттифак» объявил о подписании контракта с Картероном, который возглавит команду до конца сезона 2021/2022 годов. Несколькими днями ранее президент клуба «Замалек» Мортада Мансур объявил о расторжении контракта с Картероном по обоюдному согласию. 26 февраля 2023 года Картерон и «Аль-Иттифак» договорились о взаимном расторжении контракта.
16 июня 2023 года Картерон стал главным тренером катарского клуба «Умм-Салаль».
В ноябре 2024 года Картерон был назначен главным тренером иранского клуба «Сепахан», подписав двухлетний контракт.

## Достижения
«ТП Мазембе»
- Победитель Лиги чемпионов КАФ: 2015
- Чемпион ДР Конго (2): 2013, 2013/2014

«Раджа»
- Обладатель Суперкубка КАФ: 2019

«Замалек»
- Обладатель Суперкубка КАФ: 2020
- Обладатель Суперкубка Египта: 2019/2020

«Умм-Салаль»
- Обладатель Кубка звёзд Катара: 2023/2024

«Сепахан»
- Обладатель Суперкубка Ирана: 2024